# Врубелівський узвіз
Вру́белівський узві́з — вулиця в Шевченківському районі міста Києва, місцевість Реп'яхів яр. Пролягає від вулиці Академіка Ромоданова до кінця проїзної частини.
Прилучається Новомакарівська вулиця.

## Історія
Узвіз виник на початку XX століття. Певний час існував як узвіз без назви. Сучасна назва на честь російського художника Михайла Врубеля — з 1939 року (назву підтверджено 1944 року). До середини 1970-х років існував також Врубелівський провулок (раніше мав назву провулок Реп'яхів Яр); ліквідований у зв'язку зі знесенням старої забудови.